# Jackson Pace
Jackson Pace (* 19. Februar 1999 in Boca Raton, Florida) ist ein US-amerikanischer Schauspieler. 

## Leben und Karriere
Nach Rollen in Barney und seine Freunde, Criminal Intent – Verbrechen im Visier und  Alle hassen Chris wurde er einem größeren Publikum in der Rolle des Chris Brody in der Fernsehserie Homeland bekannt, die er von 2011 bis 2013 spielte. Pace ist seit 2006 vor allem in Fernsehproduktionen zu sehen.

## Filmografie (Auswahl)
- 2006: Barney und seine Freunde (Barney & Friends, Fernsehserie, 2 Folgen)
- 2007: Never Forever
- 2007: The Gray Man
- 2007: Criminal Intent – Verbrechen im Visier (Law & Order: Criminal Intent, Fernsehserie, Folge 7x05)
- 2008: Queen Sized – Jetzt kommt’s dicke (Queen Sized, Fernsehfilm)
- 2008: Alle hassen Chris (Everybody Hates Chris, Fernsehserie, Folge 3x21)
- 2010: Tierisch Cool – Ein Hund in New York (Cool Dog)
- 2010: A Walk in My Shoes (Fernsehfilm)
- 2011–2013: Homeland (Fernsehserie, 24 Folgen)
- 2012: Criminal Minds (Fernsehserie, Folge 7x18)
- 2012: CSI: Vegas (CSI: Crime Scene Investigation, Fernsehserie, Folge 12x19)
- 2013: Der Junge, der nicht lügen konnte (Jimmy)
- 2013: R. L. Stine’s The Haunting Hour (Fernsehserie, Folge 3x25)
- 2015: Code Black (Fernsehserie, Folge 1x09)
- 2018: Instinct (Fernsehserie, Folge 1x12)
- 2018–2021: The Walking Dead (Fernsehserie, 9 Folgen)
- 2019: Grace and Frankie (Fernsehserie, Folgen 5x05–5x06)
- 2019: Emmett
- 2022–2025: 9-1-1: Lone Star (Fernsehserie, 21 Folgen)